# Costarica Open 1980
Il 'Costarica Open 1980 è stato un torneo di tennis giocato sul cemento. È stata la 3ª edizione del Costarica Open, che fa parte del Volvo Grand Prix 1980. Si è giocato a San José in Costa Rica, dal 10 al 16 marzo 1980.

## Campioni

### Singolare
José Luis Clerc ha battuto in finale  Jimmy Connors con il punteggio di 4–6 2–6 ritiro

### Doppio
Álvaro Fillol /  Jaime Fillol hanno battuto in finale  Anand Amritraj /  Nick Saviano con il punteggio di 6–2, 7–6